# Antonio Guzmán Blanco
Antonio José Ramón de la Trinidad y María Guzmán Blanco (Caracas, Veneçuela, 20 de febrer de 1829 - París, França, 28 de juliol de 1899), conegut com L'Il·lustre Americà, va ser un militar, estadista, cabdill, diplomàtic, advocat i polític veneçolà, partícip i general durant la Guerra Federal i president del país en tres ocasions (1870-1877, 1879-1884, i 1886-1888).
Ha estat considerat com el més gran exemple o representació de l'Autócrata Il·lustrat, donada la seva innegable capacitat per promoure el progrés al seu país, la seva extraordinària preparació i el seu ampli bagatge cultural, però sempre amb la plena intenció de concentrar el poder en la seva persona, creant una extraordinària hegemonia política sobre el país que es va estendre durant gairebé dues dècades.
Va pertànyer al corrent denominat «Liberalisme Groc», el qual ell mateix desencadena i consolida al llarg de la seva hegemonia i que li va permetre estendre les seves influències polítiques fins als últims governs pertanyents a aquesta, com van ser els de: Juan Pablo Rojas Paúl, Raimundo Andueza Palacio, Joaquín Crespo i Ignacio Andrade, acabant amb la caiguda d'aquest últim en 1899, a causa de la Revolució Liberal Restauradora, que li permet a Cipriano Castro ascendir al poder.